# نيلز يورغنسن
نيلز يورغنسن (بالدنماركية: Niels Jørgensen)‏ هو لاعب كرة قدم دنماركي في مركز حراسة المرمى، ولد في 24 يناير 1971 في آرهوس في الدنمارك. لعب مع آرهوس جمناستيك فورينينغ.

## وصلات خارجية
- نيلز يورغنسن على موقع قاعدة بيانات كرة القدم.إي يو (الإنجليزية)
- نيلز يورغنسن على موقع أوليمبيديا (الإنجليزية)